# Захарян, Ерванд Вазгенович
Ерва́нд Вазге́нович Захаря́н (арм. Երվանդ Զախարյան, 14 мая 1946, село Салер Шамхорского района) — армянский хозяйственный, государственный и политический деятель.

## Биография
- 1963—1968 — Ереванский политехнический институт.
- 1987—1988 — институт управления Московской академии народного хозяйства.
- 1988—1991 — защитил кандидатскую диссертацию в Московском инженерно-строительном институте имени Куйбышева. Кандидат экономических наук.
- 1962—1963 — работал в тресте «Цветметстрой» (г. Ереван).
- 1963—1964 — был монтажником на предприятии «Разданстрой».
- 1966—1974 — инженер, начальник участка строительного управления «Теплострой».
- 1974—1977 — руководил производственным цехом Разданского горнохимического комбината.
- 1977—1983 — был начальником строительного управления производственного оби́единения «Армзолото».
- 1983—1992 — работал управляющим в тресте «Армгазстрой» государственного комитета газификации Армении.
- 1992—1993 — был заместителем министра энергетики Армении.
- 1994—1997 — руководил производственно-строительной компанией в Москве.
- 1997—1998 — был главным директором ГП «Армтрансгаз».
- 1998—2000 — был министром транспорта Армении.
- 2000—2001 — был заместителем министра государственных доходов, далее был переназначен министром транспорта и связи Армении.
- 2001—2003 — министр государственных доходов Армении.
- 2003—2009 — мэр Еревана. Член партии «РПА».
- 2009 — советник Президента Армении.
- 2009—2014 — Председатель комитета кадастра недвижимости при Правительстве Армении.
- С 30 апреля 2014 — Министр энергетики и природных ресурсов Армении.
- 29 февраля 2016 — указом Президента Армении освобождён с должности Министра энергетики и природных ресурсов Армении.